# Киньонес, Леонель
Леонель Энрике Киньонес Падилья (исп. Leonel Enríque Quiñónez Padilla; род. 3 июля 1993, Эсмеральдас) — эквадорский футболист, защитник клуба «Барселона» и сборной Эквадора.

## Клубная карьера
Киньонес начал профессиональную карьеру в клубе «Америка де Кито». В 2013 году он перешёл в «Депортиво Кеведо». В 2015 году Киньонес подписал контракт с «Макарой». По итогам дебютного сезона Леонель помог команде выйти в элиту. 29 января 2017 года в матче против «Фуэрса Амарилья» он дебютировал в эквадорской Примере. 28 апреля 2018 года в поединке против «Универсидад Католика» Леонель забил свой первый гол за «Макару». В начале 2021 года Киньонес перешёл в гуаякильскую «Барселону». 21 февраля в матче против «Манты» он дебютировал за новую команду. 2 мая в поединке против «Дельфина» Леонель забил свой первый гол за «Барселону». 

## Международная карьера
29 марта 2021 года в товарищеском матче против сборной Боливии Киньонес дебютировал за сборную Эквадора.